# ترينتو

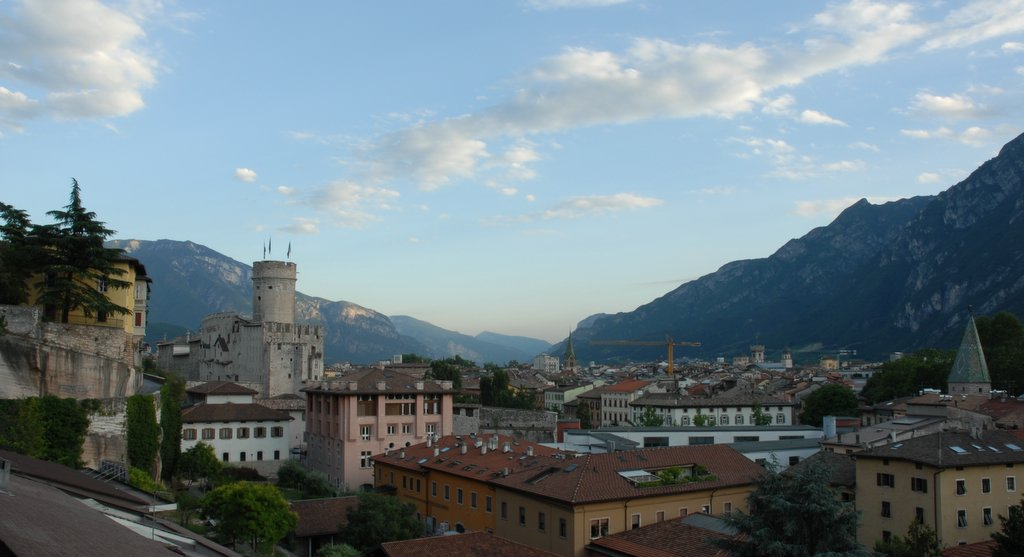
مدينة ترنتو

ترينتو (بالإيطالية: Trento)‏. مدينة في شمال إيطاليا، عاصمة إقليم ترينتينو ألتو أديجي وعاصمة مقاطعة ترنتو ذاتية الحكم. يبلغ سكانها حوالي 110.142 نسمة.

## السكان
في سنة 1871 بلغ عدد السكان  نسمة، وتطور العدد ليصل في سنة 2011 لـ 114٬198 نسمة.
يظهر هذا المخطط البياني تطور النمو السكاني لـ ترينتو

## الجغرافيا
تقع المدينة في قاع وادي أديجي جنوبي الألب، على بُعد 55 كيلومتراً جنوب مدينة بولسانو و 100 كيلومتراً شمال مدينة فيرونا. يقع جبل بوندوني غرب المدينة (قمة بالون 2090 م فوق مستوى سطح البحر)، وفي الشمال الغربي باغانيلا (2125 م)، وفي الشمال الشرقي جبل كاليزيو (1096 م)، وشرقاً مارسولا (1738 م)، وفي الجنوب الشرقي فيغولانا (بيكو دي فيلادونا، 2150 م).
تمثل أراضي ترينتو البلدية تنوعاً جغرافياً وسكانياً كبيرين. سكان البلدية لا يتواجدون فقط في المدينة بل أيضا في مراكز عديدة منتشرة (الضواحي)، كل واحدة منها مختلفة تماماً عن الأخرى وأيضا لا تزال تحافظ على هوياتها الخاصة سواء كانت حضرية أو قروية أو ريفية أو جبلية. المدينة الفعلية يبلغ عدد قاطنيها 55197 ساكن (أكتوبر 2004).
أكبر ضواحيها غاردولو ذات 12.449 ساكن والواقعة شمال المدينة، غالبية ضواحي توجد في وادي أديجي أو على التلال شرق المدينة، في حين أن ساردانيا (أصغر الضواحي 1.106 ساكن) الواقعة غرباً تقع على مسطح صخري يبلغ ارتفاعه 560 متر فوق سطح البحر وترتبط بقاع الوادي بتلفريك صغير ؛ الضواحي الواقعة على جبل بوندوني يتراوح ارتفاعها بين 490 متر و 1650 متر.
تحفظ ترينتو على صلة وثيقة جيداً بالجبل، خصوصاً جبل بوندوني، والذي يسمى أيضا "ألب ترينتو"، أجزاء من الأراضي البلدية يمكن الوصول إليها في وقت قصير من مركز المدينة عبر الطريق المقاطعي.
قرب غور فيوتي دل بوندوني، يمكن زيارة مركز البيئة الألبية والحديقة النباتية، وأيضاً بداية التوغل نحو محمية قمم بوندوني الثلاث الطبيعية المتكاملة (كورنت، دوس دابراهام، شيما فيردي).
بالقرب من ترينتو توجد البحيرات كالدوناتسو، ليفيكو، غاردا، توبلينو. كانت المدينة الأكثر تأثرا مما عُرف بثلوج القرن عام 1985 على شمال إيطاليا.

## التاريخ

### العصر القديم
تطورت ترينتو كمستوطنة ريتية في قاع وادي أديجي. ورغم عدم وجود تأكيدات حول تأثير الشعوب القديمة الأخرى على القبائل الريتية الأصلية حتى الآن، فإنه من المرجح جداً أن الوادي الذي يشكل طريق العبور بين الشمال والجنوب، قد أتاح فرص متكررة للتبادل الثقافي مع الفينيتيين والإتروسكان والكيمبريين، ويكاد يكون من المؤكد مع الغال الشعب السلتي). وحسب النظرية أخرى فإن الغال أسسو المدينة خلال القرن الرابع قبل الميلاد.
استولى الرومان على ترينتو أواخر القرن الأول قبل الميلاد بعد عدة مصادمات مع القبائل الريتية. أطلق الرومان على مستوطنتهم اسم تريدينتوم (Tridentum)، لوقوعها بين ثلاثة تلال : دوس ترينت وسانتاغاتا وسان روكو.
بعد سقوط الإمبراطورية الرومانية الغربية، حـَكم ترينتو كل من القوط الشرقيون واللومبارديون والفرنجة، وأخيراً صارت جزءاً من الإمبراطورية الرومانية المقدسة.

### الإمارة الأسقفية
أنشأ الإمبراطور كونراد الثاني في سنة 1027 إمارة ترينتو الأساقفية التي أخضعت السلطات الدينية والدنيوية ؛ بيد أن السيادة في القرون التالية تم تقاسمها بين أسقفية ترينتو وكونتية تيرول (من عام 1363 جزء من مملكة آل هابسبورغ). كانت ترينتو حوالي العام 1200 مركزاً لصناعة المعادن متوسط الأهمية (خصوصاً الفضة مستخرجة من جبل كاليزيو)، وأصدر الأمير - الأسقف فيديريكو فانغا أول قانون للتعدين في منطقة الألب.
في عام 1475 اختفى في ترينتو طفل يدعى سيمونينو الترينتي يبلغ من العمر ثلاث سنوات، ووُجـّه الاتهام إلى اليهود المحليين، بأنهم استعملوا دماءه لعجن خبز عيد الفصح، وأعدم خمسة عشر شخصا.

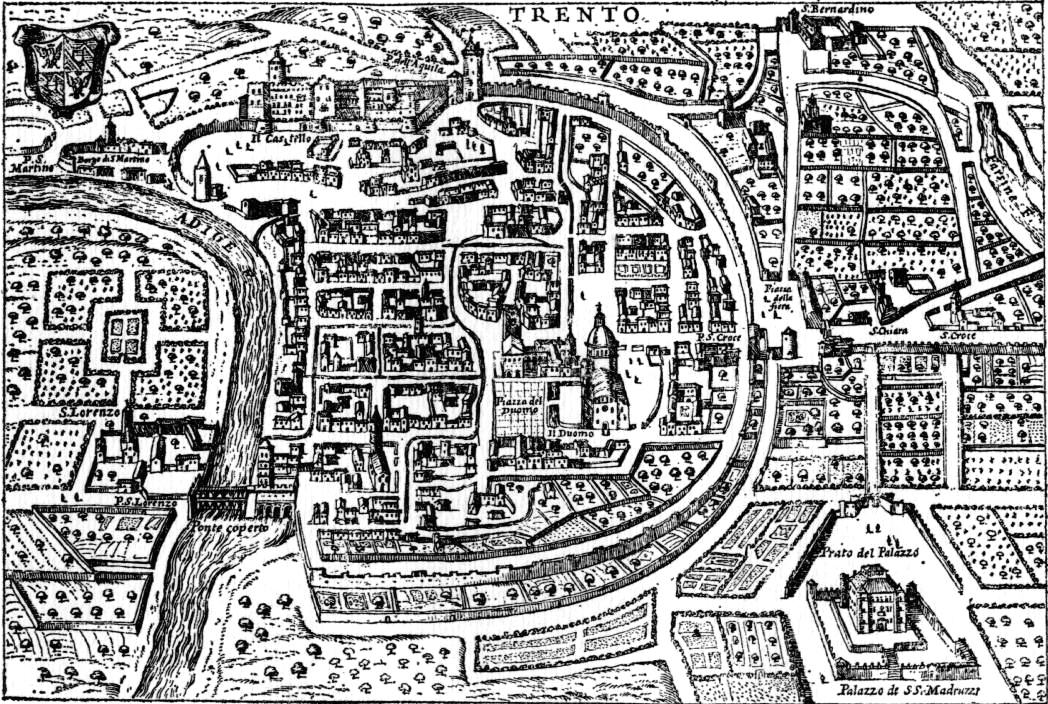
ترينتو في القرن الثامن عشر وتبدو المدينة القديمة المسورة ومسار نهر أديجي الأصلي

في القرن السادس عشر اشتهرت ترينتو بمجمع ترينتو (1545-1563) الذي نشأت عنه حركة الإصلاح المضاد للكنيسة الكاثوليكية في مواجهة البروتستانية. من بين أشهر أمراءها الأساقفة في هذه الحقبة برناردو كليزيو (حـَكم المدينة بين عامي 1514-1539، وتمكن من توجيه المجمع إلى ترينتو) وكريستوفورو مادروتسو (حـَكم بين عامي 1539-1567)، وقد قام كلا القائدان السياسيان الأوروبيين والإنسانيان النهضويان بتويسع وتجميل المدينة على نحو كبير.
خلال هذه الفترة وتعبيرا عن هذه الإنسانية، عرفت ترينتو كمكان لطباعة صحف يهودية. عام 1558 منح الكاردينال مادروتسو امتياز طباعة الكتب العبرية للحاخام الألماني يوزف أوتولينغو. الطابع الفعلي كان الطبيب المحلي جاكوب ماركاريا ؛ وبعد وفاته في سنة 1562 توقف نشاط صحافة ريفا دي ترينتو. ونشر أربعة وثلاثون إصدار في الفترة من 1558 إلى 1562 ومعظمها يحمل شعار مادروتسو.

### القرنين التاسع عشر والعشرون
حكم الأمراء الأساقفة ترينتو حتى الحقبة النابوليونية حين تبعت عدة دول. ففي إطار إعادة تنظيم الإمبراطورية الرومانية المقدسة عام 1802 تم علمنة الأسقفية وضـُمّت إلى أراضي آل هابسبورغ. وبموجب صلح برسبورغ سـُلمت ترينتو في عام 1805 إلى بافاريا، ثم أعطتها معاهدة شونبرون بعد أربعة سنوات إلى مملكة إيطاليا (1805-1814) النابوليونية. وبعد هزيمة نابليون في عام 1814، ضمت ترينتو أخيراً إلى مملكة هابسبورغ، وصارت جزءاً من مقاطعة تيرول.
في العقود التالية شهدت ترينتو تحديثاً إدارياً واقتصادياً مع افتتاح أول سكة الحديدية بوادي أديجي عام 1859. خلال أواخر القرن التاسع عشر صارت مدينتا ترينتو وترييستي ذوات الأغلبية العرقية الإيطالية رمزاً للحركة الوحدوية الإيطالية لبقاءهما تابعتين للنمساويين.

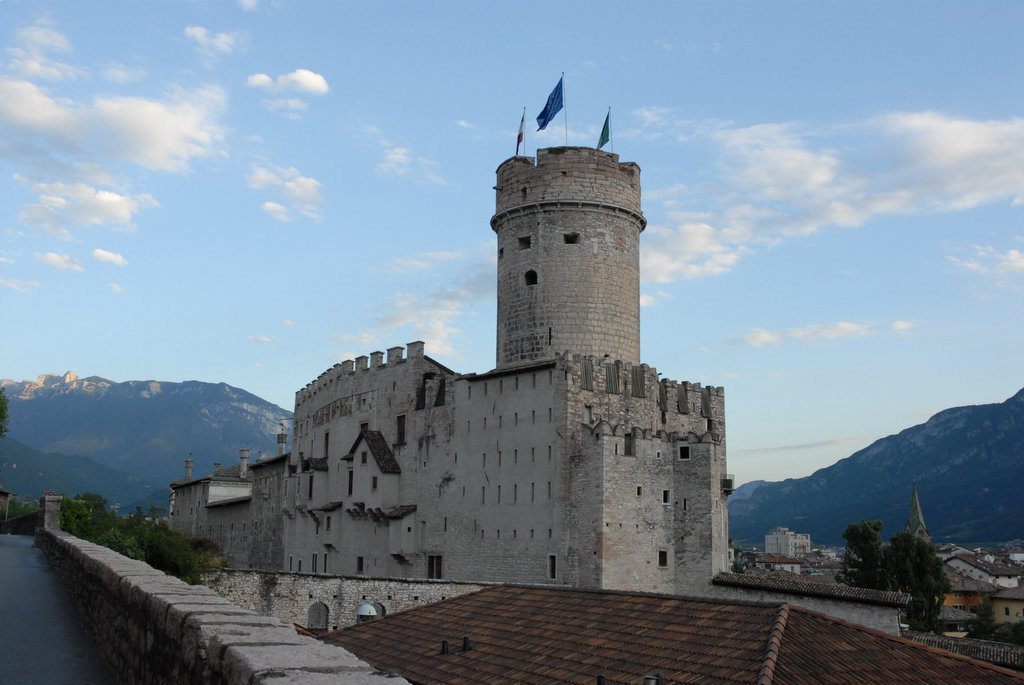
قلعة دل بوونكونسيليو ظلت لعدة قرون مقر إقامة الأمراء الأساقفة وأحد رموز ترينتو

التحق بينيتو موسوليني لمدة قصيرة بطاقم إحدى صحفها المحلية في عام 1908. قادت القضية القومية إيطاليا إلى الحرب العالمية الأولى. التحق الوحدويان المحليان المعروفان داميانو كييزا وتشيزري باتيستي بالجيش الإيطالي لمحاربة الإمبراطورية النمساوية المجرية بهدف انضمام أراضي ترينتو إلى مملكة إيطاليا الجديدة. وقد أُسر الرجلان عند الجبهة الجنوبية القريبة. وتمت محاكمتهما بتهمة الخيانة العظمى وأُعدما في باحة قلعة دل بوونكونسيليو (سبق لتشيزري باتيستي الخدمة في الجيش النمساوي). وقد أثار موتهما ضجة عاطفية ولاحقاً استعملته الحكومة الإيطالية لاحتفال بتحرير ترينتو. تأثرت المنطقة كثيرًا أثناء الحرب ودارت رحى بعض أعنف معاركها في الجبال المحيطة.
بعد الحرب العالمية الأولى ضـُمت ترينتو ومقاطعتها الناطقة الإيطالية إلى جانب بولسانو والجزء الممتد من تيرول جنوب جبال الألب فاصلاً (الناطق بالألمانية) إلى إيطاليا.
في عام 1943، أطيح بموسوليني واستسلمت إيطاليا للحلفاء، الذين غزوا جنوب إيطاليا عبر جزيرة صقلية. فغزت القوات الإلمانية شمال إيطاليا على الفور وضمت مقاطعة ترينتو ومقاطعة بلونو ومقاطعة بولسانو إلى ألمانيا لتكون جزءاً من منطقة العمليات ما قبل الألب.

## المجتمع والاقتصاد

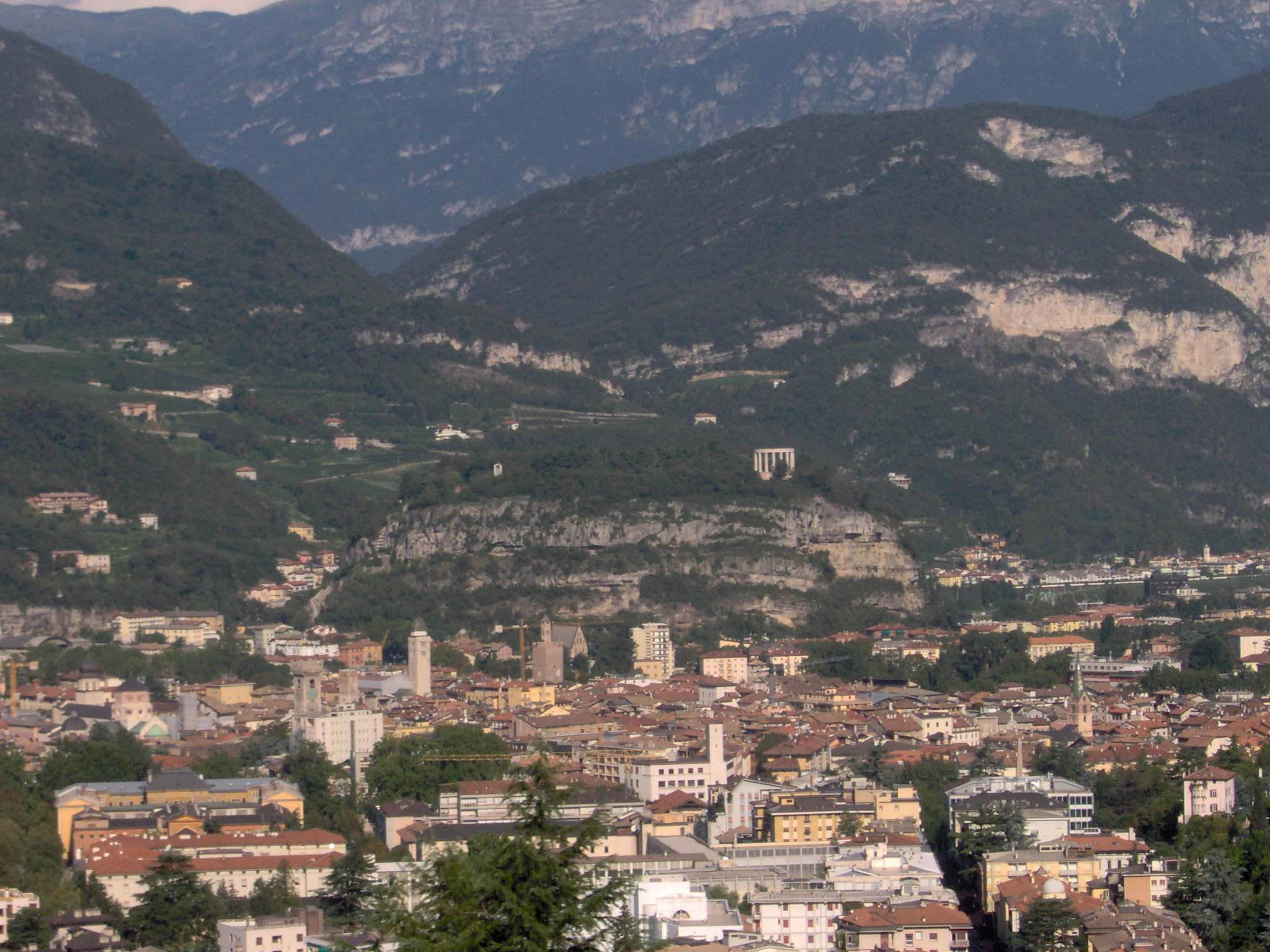
ترينتو

ثمانيه قرون من حكم الامراء الاساقفة، الاستقلال النسبي عن بقية أوروبا، والسيطرة النمساوية والإحساس القوي بالوحدوية، كل ذلك ترك اثرا مميزا على ثقافة المدينة التي يهيمن عليها التوجه السياسي الاشتراكي الكاثوليكي العادل التقدمي (في الحقيقة ترينتو واحدة من المدن القليلة في إيطاليا التي يشكل فيها اليسار الكاثوليكي حزب الغالبية). تعتبر المدينة ذات إدارة جيدة ومتمتعة بمزايا الحكم الذاتي الخاص الذي يعطيها شيئا من الاستقلالية عن الحكومة المركزية الإيطالية. تحتل ترينتو مرتبة عالية في إحصاءات مستوى المعيشة في إيطاليا.
للمدينة تاريخ فريد من نوعه نظرا إلى موقعها على طول الطريق الرئيسية بين إيطاليا وأوروبا الشمالية ونهر اديجي الذي كان قبل تحويله في القرن التاسع عشر يمر بوسط المدينة. ان نهر اديجي كان قابلا للملاحة النهرية وأحد أهم الطرق التجارية في جبال الالب. المسار الأصلي للنهر الآن مغطاة بالشوارع.
اليوم ترينتو تعتمد اقتصاديا على التجارة والخدمات والسياحة والزراعة عالية الجودة وصناعة الاغذية (بما في النبيذ والفاكهة)، وتعد مركز أبحاث والمؤتمرات بفضل جامعة صغيرة ولكنها شهيرة ومراكز بحثية وتوفر اللوجستيات ووسائل النقل. في الغالب تم تفكيك الصناعات التحويلية التي ركيبت في فترة ما بعد الحرب.
ما زال الحجر السماقي الوردي والأبيض القيمين يستخرجان من بعض المناطق المحيطة بها. ويمكن مشاهدته هذا الحجر في الكثير من مباني ترينتو سواء القديمة أو الجديدة.

## معرض الصور

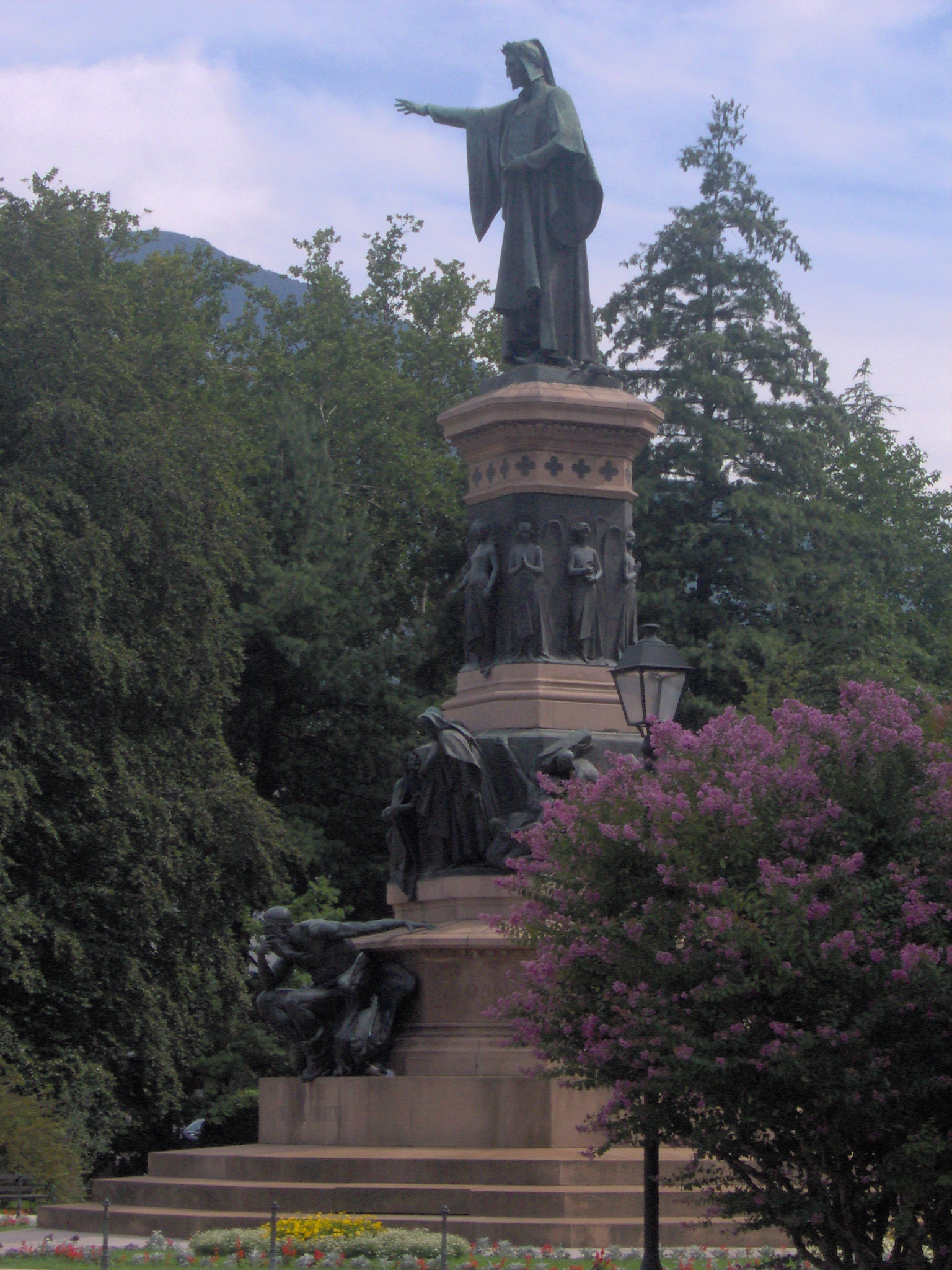
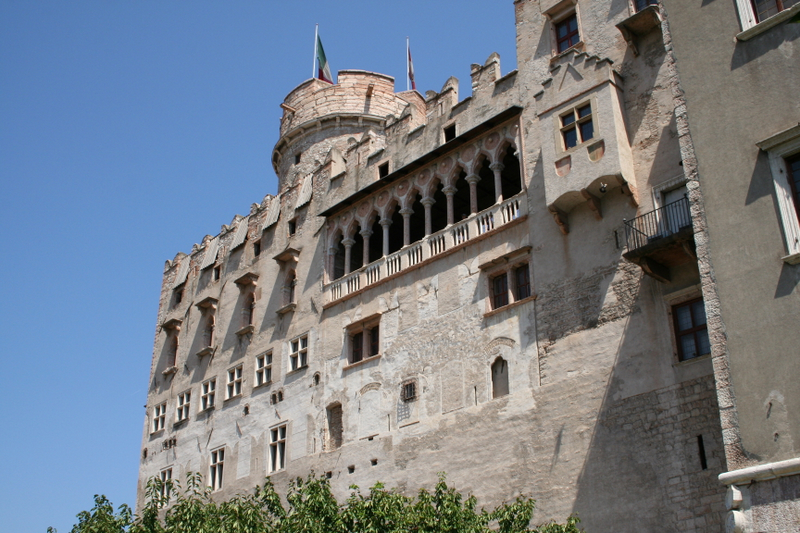
Castello del Buonconsiglio
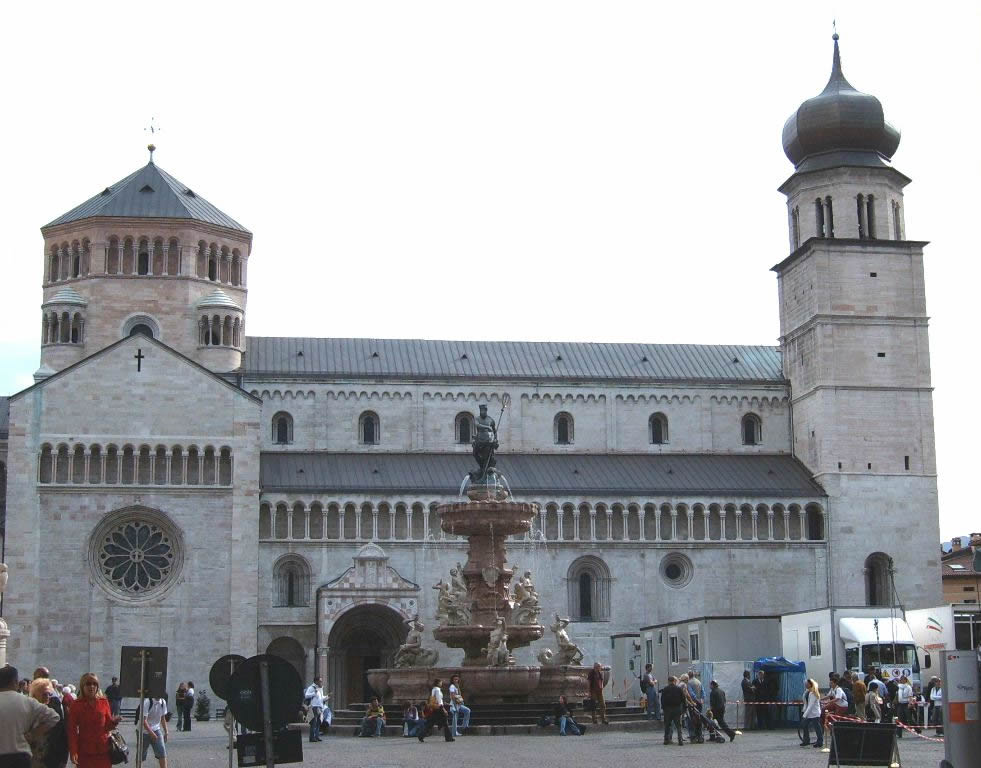
Cattedrale di San Vigilio
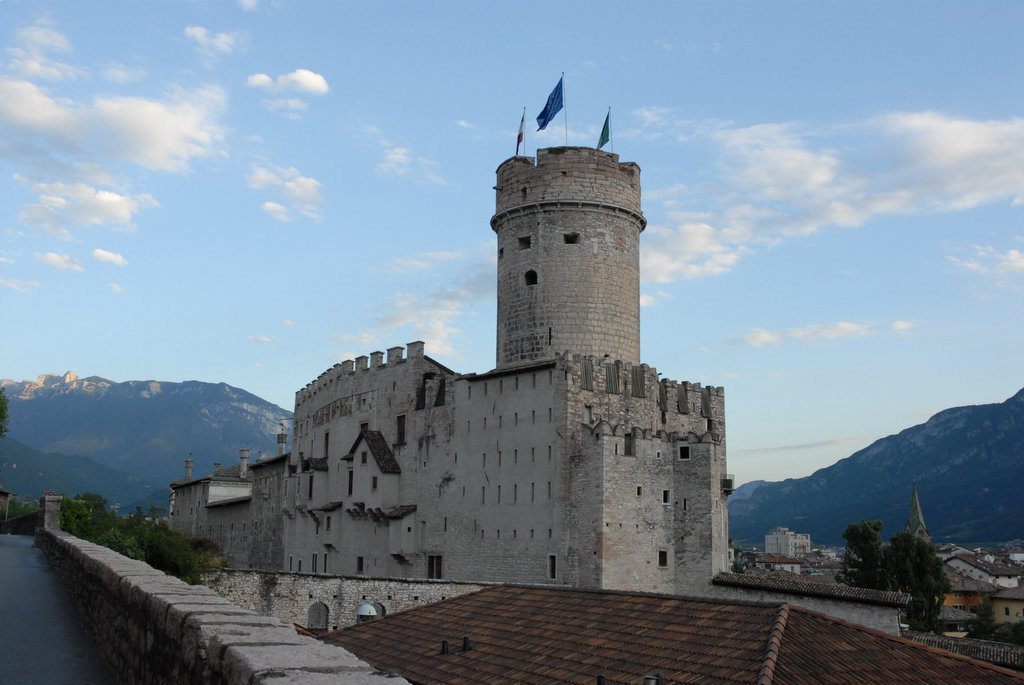
تعليق
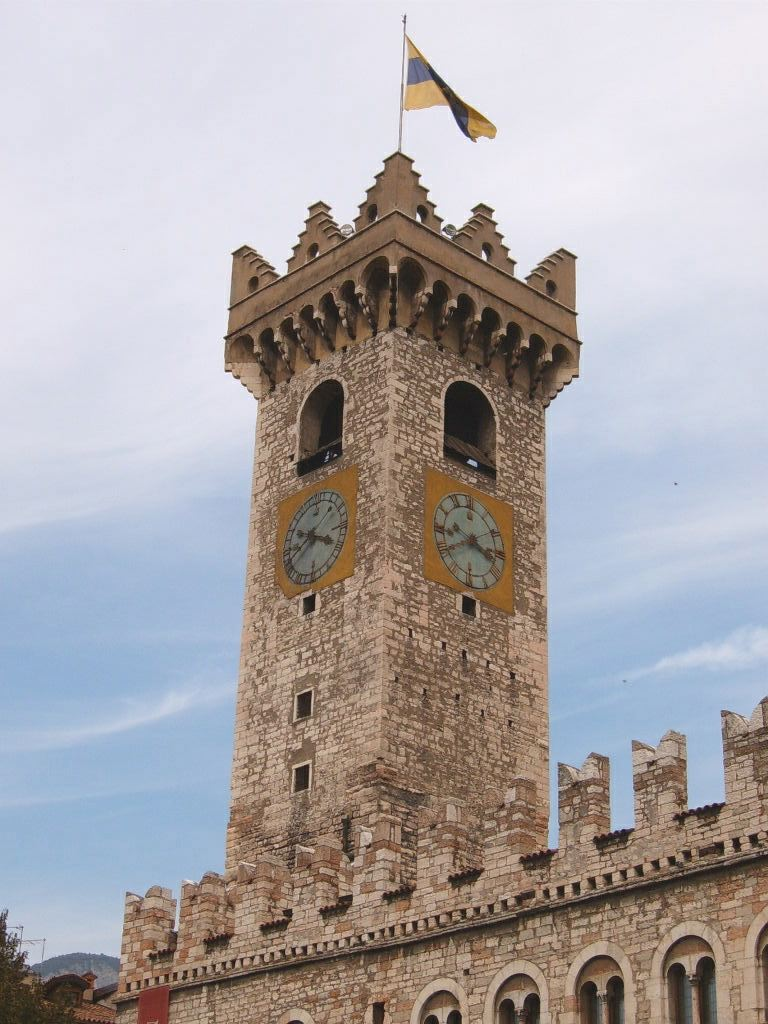
Torre Civica
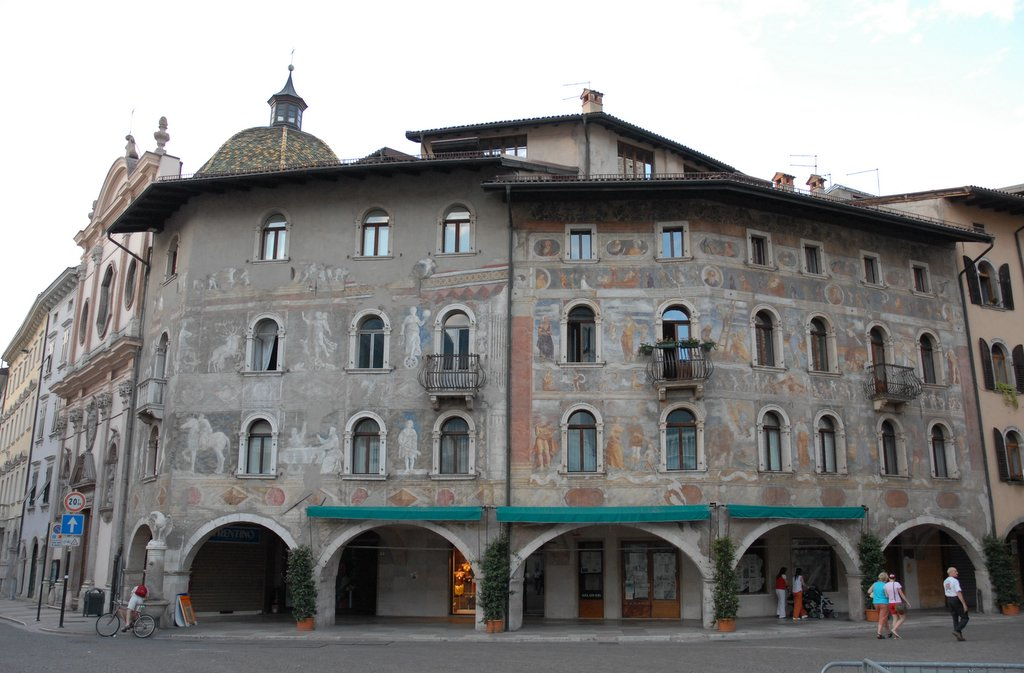
Affreschi degli edifici di Piazza Duomo
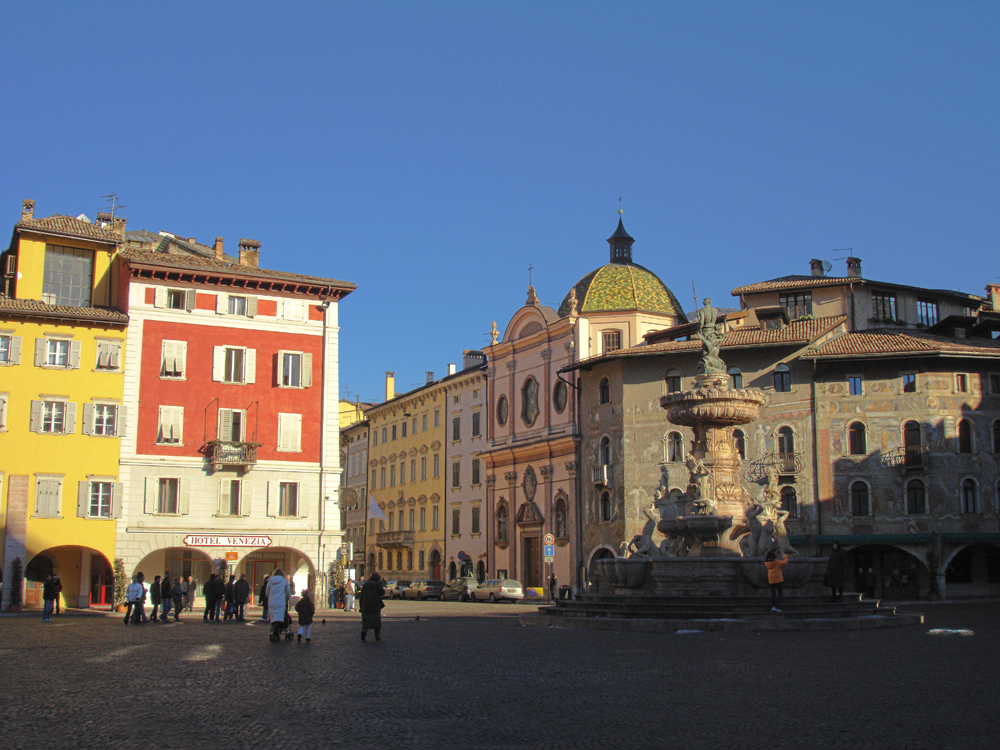
Piazza Duomo
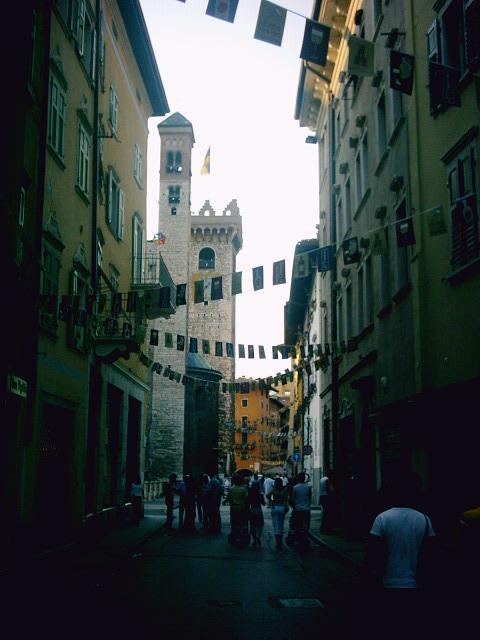
Vicolo di Trento
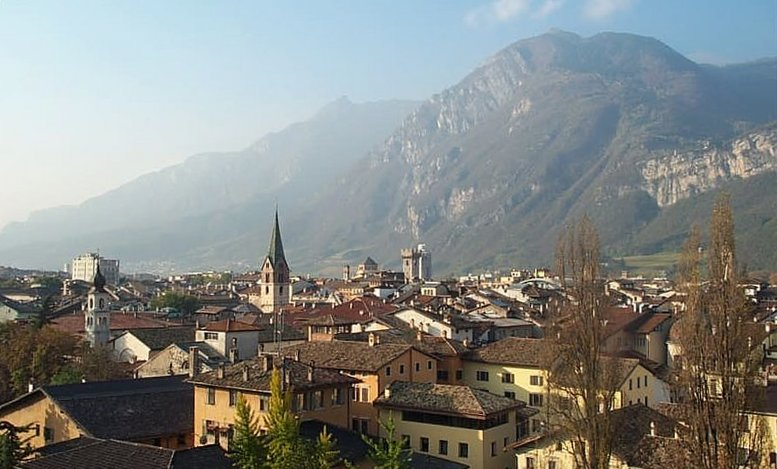
تعليق
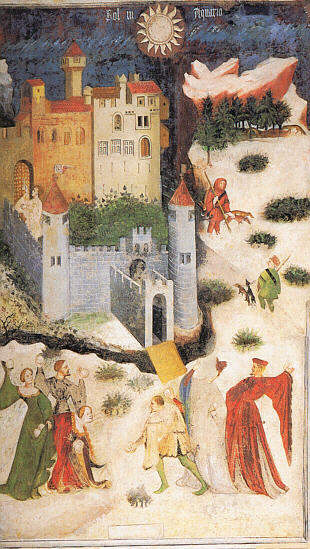
Maestro Venceslao, Ciclo dei Mesi, gennaio,
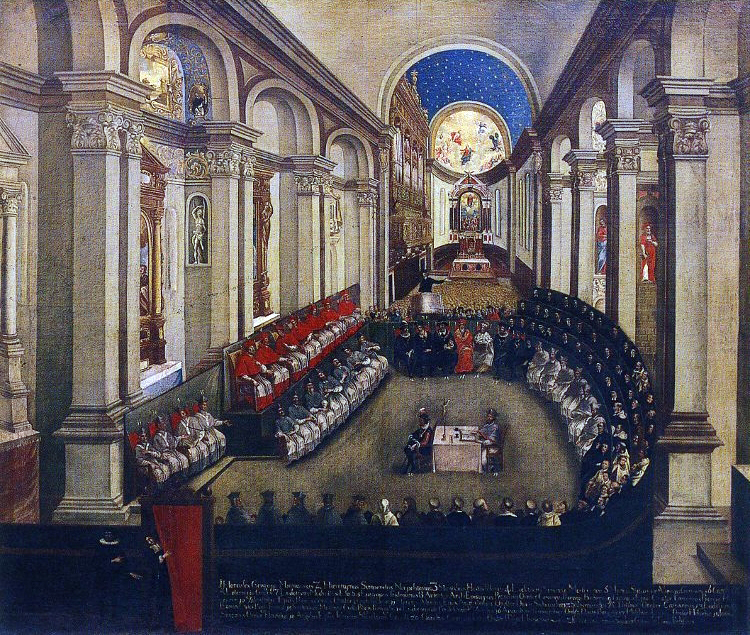
Il Concilio di Trento tenutosi nella Chiesa di Santa Maria Maggiore, in un dipinto conservato presso il Museo Diocesano Tridentino